# 1. divisjon 2018
La 1. divisjon 2018, anche nota come OBOS-ligaen per ragioni di sponsorizzazione, ha visto la vittoria finale del Viking, con conseguente promozione in Eliteserien. Al secondo posto si è classificato il Mjøndalen, centrando così la promozione diretta.
Dal 3º al 6º posto sono arrivate invece Aalesund, Sogndal, Ullensaker/Kisa e Nest-Sotra, che si sarebbero quindi affrontate nelle qualificazioni all'Eliteserien, contendendo il posto nella massima divisione alla 14ª classificata dell'Eliteserien 2018.
Florø e Levanger hanno chiuso invece la stagione rispettivamente al 15º ed al 16º posto in graduatoria, retrocedendo pertanto in 2. divisjon. L'Åsane, 14º arrivato, avrebbe difeso il proprio posto in 1. divisjon dall'assalto del KFUM Oslo, vincitore degli spareggi in 2. divisjon 2018.
Il KFUM Oslo si è imposto sull'Åsane nel doppio confronto, mentre l'Aalesund – vincitore tra le squadre della 1. divisjon – non è riuscito a superare lo Stabæk, mancando dunque la promozione.

## Classifica finale
|  | Pos. | Squadra         | Pt | G  | V  | N  | P  | GF | GS | DR  |
|  | ---- | --------------- | -- | -- | -- | -- | -- | -- | -- | --- |
|  | 1.   | Viking          | 61 | 30 | 20 | 1  | 9  | 68 | 44 | +24 |
|  | 2.   | Mjøndalen       | 60 | 30 | 17 | 9  | 4  | 49 | 24 | +25 |
|  | 3.   | Aalesund        | 59 | 30 | 18 | 5  | 7  | 58 | 31 | +27 |
|  | 4.   | Sogndal         | 51 | 30 | 15 | 6  | 9  | 47 | 31 | +16 |
|  | 5.   | Ullensaker/Kisa | 43 | 30 | 11 | 10 | 9  | 59 | 49 | +10 |
|  | 6.   | Nest-Sotra      | 43 | 30 | 12 | 7  | 11 | 43 | 41 | +2  |
|  | 7.   | Tromsdalen      | 43 | 30 | 12 | 7  | 11 | 43 | 47 | -4  |
|  | 8.   | Kongsvinger     | 42 | 30 | 12 | 6  | 12 | 59 | 49 | +10 |
|  | 9.   | HamKam          | 42 | 30 | 12 | 6  | 12 | 46 | 44 | +2  |
|  | 10.  | Sandnes Ulf     | 42 | 30 | 11 | 9  | 10 | 43 | 47 | -4  |
|  | 11.  | Strømmen        | 38 | 30 | 12 | 2  | 16 | 49 | 53 | -4  |
|  | 12.  | Notodden        | 36 | 30 | 10 | 6  | 14 | 36 | 40 | -4  |
|  | 13.  | Jerv            | 35 | 30 | 8  | 11 | 11 | 31 | 41 | -10 |
|  | 14.  | Åsane           | 33 | 30 | 9  | 6  | 15 | 38 | 57 | -19 |
|  | 15.  | Florø           | 27 | 30 | 8  | 3  | 19 | 27 | 59 | -32 |
|  | 16.  | Levanger        | 15 | 30 | 3  | 6  | 21 | 32 | 71 | -39 |

## Qualificazioni all'Eliteserien

### Primo turno
|          | Risultati |                 | Stadio             | data             |  |
| -------- | --------- | --------------- | ------------------ | ---------------- |  |
| Sogndal  | 1 - 0     | Ullensaker/Kisa | Fosshaugane Campus | 25 novembre 2018 |  |
| Aalesund | 1 - 0     | Nest-Sotra      | Color Line Stadion | 25 novembre 2018 |  |

### Secondo turno
|          | Risultati |         | Stadio             | data             |  |
| -------- | --------- | ------- | ------------------ | ---------------- |  |
| Aalesund | 3 - 1     | Sogndal | Color Line Stadion | 29 novembre 2018 |  |

## Playoff per la 1. divisjon
|           | Risultati |           | Stadio         | data             |  |
| --------- | --------- | --------- | -------------- | ---------------- |  |
| KFUM Oslo | 1 - 2     | Åsane     | KFUM-Arena     | 17 novembre 2018 |  |
| Åsane     | 1 - 3     | KFUM Oslo | Myrdal Stadion | 25 novembre 2018 |  |

## Statistiche

### Classifica marcatori
| Gol |  |  | Giocatore                 | Squadra         |
| --- |  |  | ------------------------- | --------------- |
| 21  |  |  | Tommy Høiland             | Viking          |
| 19  |  |  | Hólmbert Aron Friðjónsson | Aalesund        |
| 17  |  |  | Sindre Mauritz-Hansen     | Strømmen        |
| 15  |  |  | Sigurd Haugen             | Sogndal         |
| 15  |  |  | Shuaibu Ibrahim           | Kongsvinger     |
| 13  |  |  | Kristoffer Normann Hansen | Ullensaker/Kisa |
| 13  |  |  | Alexander Dang            | Nest-Sotra      |